# Enrique Morente

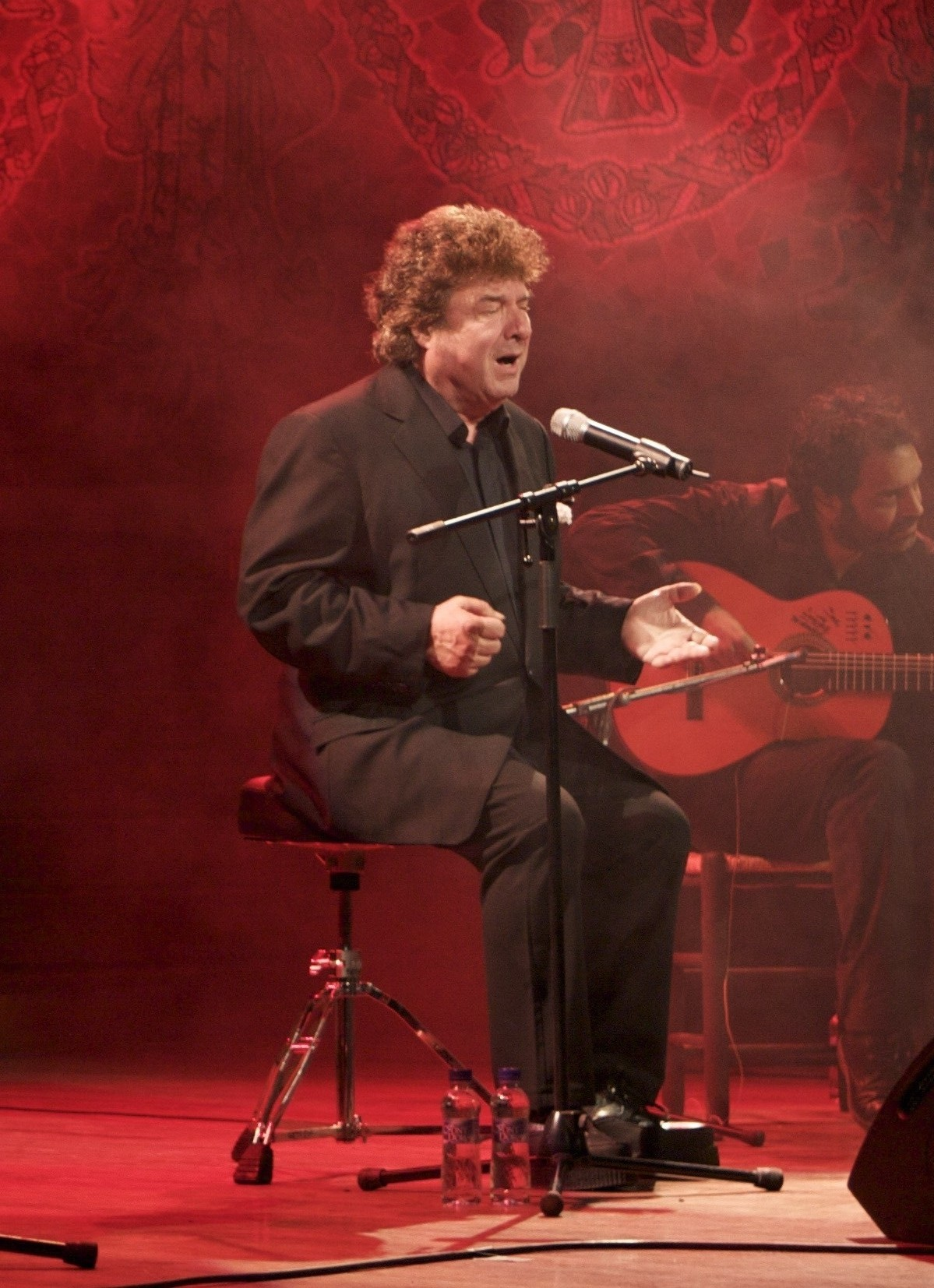
Enrique Morente, März 2009

Enrique Morente Cotelo (* 25. Dezember 1942 in Granada; † 13. Dezember 2010 in Madrid) war ein spanischer Flamencosänger und Komponist.

## Leben und Wirken
Morente wuchs in seiner Heimatstadt mit dem Flamencogesang auf. Im Alter von 18 Jahren kam er nach Madrid, wo er als Enrique El Granaíno bekannt wurde und mit Musikern wie Pepe de la Matrona, Nina Corti, Bernardo el de los Lobitos und Manolo de Huelva auftrat. Bald begann er unterschiedliche Flamencostile zu verschmelzen und führte Texte klassischer spanischer Dichter in den Flamencogesang ein.
Ende der 1960er Jahre beteiligte sich Morente an Tanzprojekten des Pianisten Antonio Robledo und dessen Frau Susana Audéoud: La Celestina und später Obsession, das mit dem Kanadischen Nationalballett uraufgeführt wurde. 1967 spielte er sein erstes Album Cante Flamenco ein. Ein weiteres Projekt mit Robledo war Fantasia del cante jondo para voz flamenca y orquesta. Deren Uraufführung fand 1986 am Königlichen Theater von Madrid mit dem Sinfonieorchester von Madrid unter Leitung von Luis Izquierdo und den Gitarristen Juan Habichuela und Gerardo Núñez statt.
Kurz nach dem tödlichen Attentat auf Luis Carrero Blanco, der rechten Hand des Diktators Francisco Franco, im Jahr 1973 hatte Morente einen Fandango des Sängers Jose López Cepero mit dem Titel Pa ese choche funeral und der Textzeile „Vor diesem Leichenwagen will ich nicht den Hut ziehen“ gesungen, was zum unverzüglichen Abbruch des Konzerts und einer Geldbuße für Morente führte.
1988 wurde in Granada sein Projekt El loco romantico Nach Miguel de Cervantes’ Don Quijote aufgeführt. 1990 spielte das Kammerorchester von Granada unter Leitung von Micha Rachelevsky mit den Gitarristen Pepe Habichuela und Montoyita und Antonio Robledo am Klavier bei der VI. Bienal de Flamenco die Uraufführung seines Allegro solea.
Er komponierte die Musik zu Martín Recuerdas Werk Las arrecogidas del Beaterio de Santa Maria Egipciaca, wirkte an Miguel Narros Edipo Rey mit und komponierte die Musik zu José Luis Boraus Film La Sabina. Während der Biennale 1994 in Sevilla wurden seine Misa Flamenca („Flamencomesse“) und sein Requiem uraufgeführt.
Ende der 1990er Jahre arbeitete er mit dem bulgarischen Frauenchor Angelite zusammen und stellte Verbindungen zwischen dem Flamencogesang und der bulgarischen Volksmusik her. Mit der Rockband Lagartija Nick spielte er auf dem Album Omega (1996) Musik nach Texten von Federico García Lorca und dem kanadischen Singer-Songwriter Leonard Cohen ein. Seit Ende der 1980er Jahre trat Morente auch mit seiner Tochter Estrella Morente auf.
Auf seinem 2003 herausgekommenen Album El Pequeño Reloj integrierte er Aufnahmen der bereits gestorbenen Gitarristen Ramón Montoya, Manolo de Huelva und Sabicas.
Morente erlag in einer Klinik in Madrid den Folgen einer Operation an Speiseröhren- und Magentumor.

## Diskographie
- 1967: Cante Flamenco
- 1969: Cantes Antiguos del Flamenco
- 1971: Homenaje Flamenco a Miguel Hernández
- 1975: Se Hace Camino Al Andar
- 1977: Homenaje A Don Antonio Chacón
- 1977: Despegando
- 1982: Sacromonte
- 1983: Cruz y Luna
- 1990: Enrique Morente en la Casa-Museo De F. García Lorca de Fuentevaqueros
- 1990: Morente-Sabicas
- 1991: Misa Flamenca
- 1992: Enrique Morente
- 1992: Negra Si Tu Supieras
- 1995: Alegro Soleá y Fantasía de Cante Jondo
- 1996: Omega
- 1998: Lorca
- 2003: El pequeño reloj
- 2005: Morente sueña la Alhambra
- 2008: Pablo de Málaga
- 2009: Morente flamenco
- 2010: Morente LLanto
- 2011: El barbero de Picasso